# Antoni Lukianovich Andrzejowski
Antoni Andrzejowski (1785, Warkowicze–12 o 24 de diciembre de 1868, Stawiszcze), conocido por el seudónimo «Stary Detiuk» (el viejo Detiuk), fue un naturalista, botánico y escritor lituano, polaco-ucraniano.
Era hijo de Łukasz (Lucas), un cajero de banco.
Estudia en Międzyrzecz Korecki. Luego, en 1801 es enviado por Aleksander Chodkiewicz a Wilna para seguir estudiando dibujo. Y en ese periodo aprende Zoología y Botánica, en la universidad Stanisław Bonifacy Jundziłł y lecciones de anatomía.
En 1806 se traslada a Krzemieniec estudiando botánica con Francis Scheidt y con Willibald Besser. Fue profesor en el Liceo Krzemieniec.
Para sus investigaciones, expedicionó a Wołyń, Lituania, Ucrania, Podolia; recogiendo especímenes botánicos y geológicos.
En 1832 se traslada a Kiev donde será docente de la Universidad de Kiev como asistente de W. Besser.
En 1839 enseñó Historia natural en Niżyn.
Ya retirado en 1852 es designado profesor emérito se instala en Stawiszcze, Ucrania, siendo curador de su Jardín botánico.
Se interesó mucho en botánica, zoología, geología y en paleontología.
Describió 51 especies de la fauna del Mioceno de Wołyń; reptiles y anfibios.

## Algunas publicaciones
- Rys botaniczny krain zwiedzanych w podróżach pomiędzy Bohem a Dniestrem od Zbrucza aż do Morza Czarnego odbytych w latach 1814, 1816, 1818, 1822 (1823) (visitas científicas a Bohemia, Mar Negro)
- Flora Ukrainy czyli opisanie roślin dziko rosnących w Ukrainie przeddnieprowej i w sąsiednich z nią okolicach Wołynia, Podola i guberni chersońskiej, Część pierwsza [...] (1869). (Druga część już nie została opublikowana, 2ª parte no publicada) (descripción de la flora silvestre d Ucrania)

Alrededor de 10 especies de Ucrańia:
- Nauka wyrazów botanicznych dla łatwości determinowania roślin [...] (1825)

## Honores

### Epónimos
- (Brassicaceae) Andrzeiowskia Rchb.[3]

- La abreviatura «Andrz.» se emplea para indicar a Antoni Lukianovich Andrzejowski como autoridad en la descripción y clasificación científica de los vegetales.[4]